# Lydia Lazarov
Lydia Lazarov-Yerushalmi (Sofía, Bulgaria, 16 de enero de 1946) es una velerista israelí, campeona mundial en la clase 420 en 1969 y 1970.

## Biografía
Lazarov es judía, y nació en Sofía, Bulgaria.

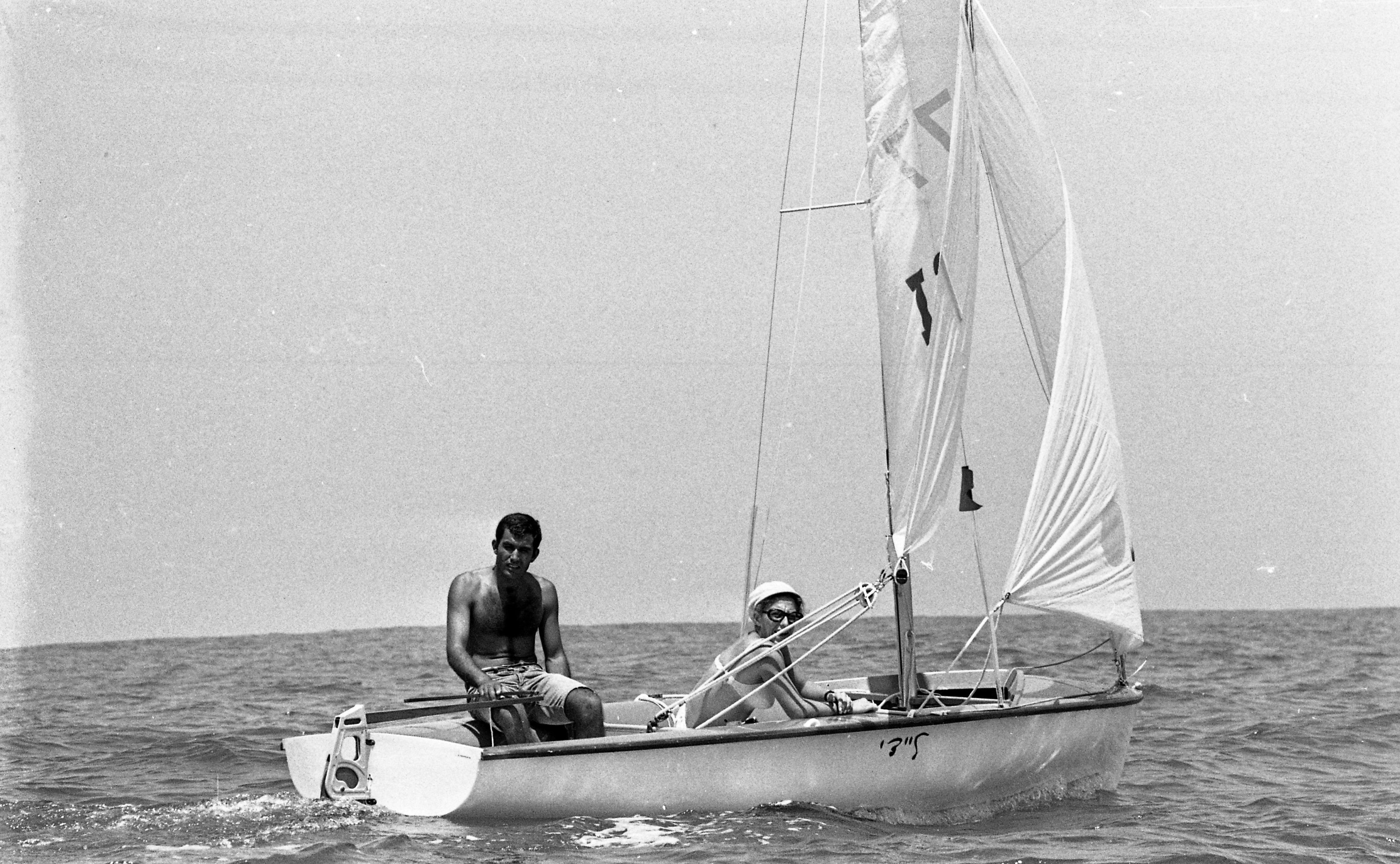
Lydia Lazarov y Zefania Carmel, 1969.

## Carrera deportiva
Lazarov y Zefania Carmel eran compañeros de equipo de regata en el Club de Vela  Zevulun en Bat Yam, Israel. Ganaron el campeonato nacional israelí de velerismo de 1966 en la clase 420.
Lazarov y Carmel también ganaron el Campeonato Mundial de Velerismo de Clase 420 de 1969 en la categoría por equipos, el cual fue realizado en Sandhem, Suecia, en el cual compitieron otras 64 embarcaciones de 16 países. Fueron los primeros campeones mundiales  en cualquier deporte representando a Israel. El año siguiente, en los Campeonatos Mundiales de Clase 420 realizados en Tel Aviv en, Lazarov ganó el título de campeona mundial en competencia individual, y acabó en el quinto lugar (junto con Zefania Carmel) en la competición por equipos.
Lazarov fue presentada al Salón Internacional de los Deportistas Judíos en 1992.

## Véase además
- Deporte en Israel